# Kościół Najświętszej Marii Panny Matki Kościoła w Przesławicach
Kościół Najświętszej Marii Panny Matki Kościoła w Przesławicach – zabytkowy, drewniany kościół parafialny NMP Matki Kościoła w Przesławicach. Pierwotnie powstał w pobliskiej Gołczy, gdzie wzniesiono go w XVIII w. z wykorzystaniem fragmentów kościoła z 1657 roku. Znajduje się na Szlaku Architektury Drewnianej województwa małopolskiego.
Pod obecną świątynię kamień węgielny położono w 1970 roku. W latach 1972-74 przeniesiono tam zniszczony w 80% kościół z Gołczy, który odrestaurowano i ponownie poświęcono w 1975 roku.

## Architektura
Kościół jest orientowany, wybudowany w manierze zdradzającej wpływy barokowe, konstrukcji zrębowej, z drewna modrzewiowego. Prostokątna nawa przykryta sklepieniem pseudokolebkowym; chór wsparty na filarach, ściany dzielone przez półkolumny i pilastry. Do nawy dobudowano kaplicę na planie pięciokąta, a od zachodu i południa do kościoła dostawiono dwie kruchty.

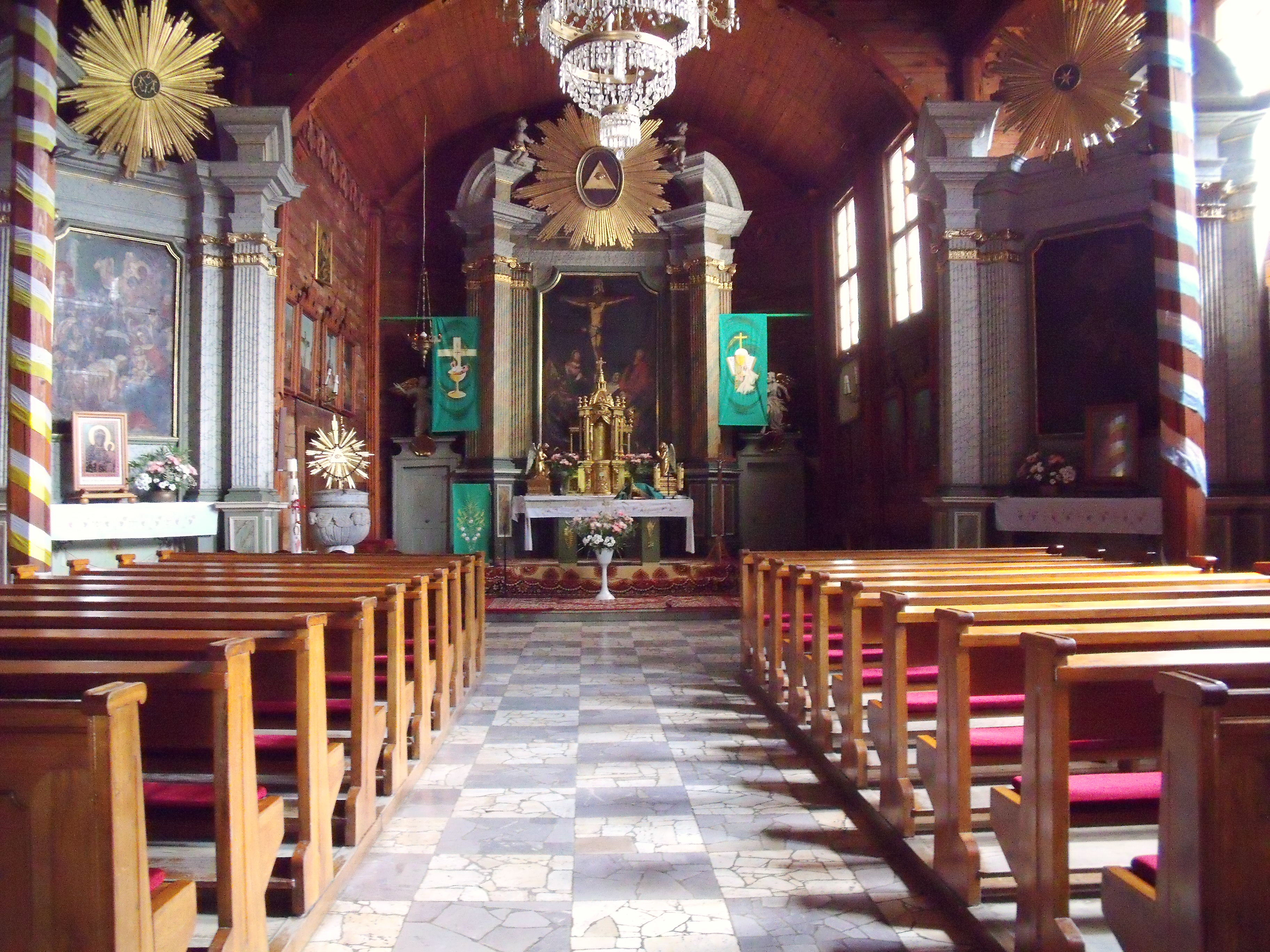
Wnętrze świątyni

Kościół posiada późnobarokowe ołtarze – główny i dwa boczne. Na dachu nawy znajduje się niewielka wieżyczka, na planie ośmiokąta, z hełmem i latarnią. Główny barokowy ołtarz przedstawia Ukrzyżowanie, ołtarze boczne to: Pokłon Trzech Króli oraz Święta Anna Samotrzeć. W kaplicy mały ołtarzyk poświęcony świętemu Franciszkowi Ksaweremu, którego wezwanie kościół nosił, gdy znajdował się w Gołczy.
Obok kościoła znajduje się wolnostojąca, drewniana dzwonnica.